# Andrea Refuto
Andrea Refuto (Castellammare di Stabia, 19 aprile 1990) è un attore italiano.

## Biografia
Dopo aver iniziato a recitare in uno spot televisivo della Fruttolo (98) debutta giovanissimo al cinema nel film drammatico "Lontano in fondo agli occhi" di Giuseppe Rocca, nel ruolo di protagonista, la pellicola viene selezionata alla 57ª Mostra del Cinema di Venezia.nella settimana della critica (99).
Partecipa al film "Padre Pio" di Carlo Carlei con Sergio Castellitto e nello Spot "Coca Cola" per America ed Asia; entra a far parte del cast della serie di RaiTre La squadra, dove interpreta per diverse stagioni il ruolo di Carlo Guerra; sempre quell'anno è ancora al cinema, interpretando il ruolo di Pasqualino nel film Aitanic diretto da Nino D'Angelo.che uscirà nel 2001. Nello stesso anno torna in tv con la serie di Rai 2 "Compagni di scuola" dove interpreta per più di trenta puntate il ruolo di Lollo, fratellino di Laura Chiatti.
Viene diretto da Paolo e Vittorio Taviani in Luisa Sanfelice (2003), è nel cast della fiction La tassista con Stefania Sandrelli per la regia di Josè Maria Sanchez (2004) e interpreta Alessandro Onaniss da ragazzo, nella miniserie tv per Canale 5 Callas-Onassis di Giorgio Capitani. È protagonista di puntata per alcune serie come "Medicina generale 2" , "Distretto di polizia 6" e "Diario di Famiglia" prima di tornare al cinema nel 2004 diretto da Mel Gibson nel film La passione di Cristo dove interpreta il ruolo di Gesù da giovane.
Prende una pausa dal lavoro fino al 2010 dove torna accanto a Gigi Proietti nella miniserie Rai "Il Signore della truffa" nel ruolo di Gennaro Esposito, un ragazzo di indole curiosa che, affascinato dal Generale Persico e dalla sua vita avventurosa, decide di emularne le gesta. Nel 2011 inizia le riprese della serie tv per canale 5 "Pupetta il coraggio e la passione" interpretando il ruolo di "Giacomo Marico" fratello della protagonista interpretato da Manuela Arcuri, (2012) Nell'estate 2013 prende parte al progetto cinematografico "Vacanz...ieri oggi e domani" interpretando "Pio" uno dei protagonisti. Nel 2014 recita nel cortometraggio "Ore 12" di Tony D'Angelo per SkyAtlantic.
Nel 2016 partecipa ai cortometraggi "Stella Amore" di Cristina Puccinelli e "La macchina umana" di Adelmo Togliani.

## Filmografia
- Lontano in fondo agli occhi , regia di Giuseppe Rocca (1998)
- Aitanic, regia di Nino D'Angelo (2000)
- La passione di Cristo, regia di Mel Gibson (2004)

## Televisione
- La Squadra (dal 1999 al 2004)
- Padre Pio, regia di Carlo Carlei (2000)
- Compagni di scuola (2001)
- La Tassista, regia di J.M.Sanchez (2004)
- Luisa Sanfelice, regia di Paolo e Vittorio Taviani (2004)
- Callas e Onassis (2005)
- Nati ieri (2005)
- Distretto di polizia 6 (2005)
- Diario di famiglia (2006)
- Il signore della truffa (2011)
- Pupetta - Il coraggio e la passione (2013)

## Pubblicità
- Fruttolo (1998)
- Coca Cola (1999)
- Dolmio (2000)